# Juan José Campanella
Pour les articles homonymes, voir Campanella.
Juan José Campanella (né le 19 juillet 1959 à Buenos Aires) est un metteur en scène de cinéma argentin qui a surtout travaillé pour les télévisions américaines.

## Biographie
Il a tourné de nombreux épisodes de séries pour la télévision comme Lifestories: Families in Crisis (1992-1996) New York, section criminelle (2002), New York, unité spéciale (2000-2009), Dr House (2007-2009).
Il est également scénariste, producteur et parfois acteur.
En 2009, il a réalisé pour le cinéma Dans ses yeux (El secreto de sus ojos), adapté d'un roman de l’écrivain Eduardo Sacheri, La pregunta de sus ojos (sortie en France le 5 mai 2010, après avoir été initialement annoncée le 21 avril 2010). Ce film a gagné en 2010 le Prix Goya du meilleur film étranger en langue espagnole et l'Oscar du meilleur film étranger.

## Filmographie sélective

### Comme réalisateur
- 1979 : Prioridad nacional (court-métrage)
- 1984 : Victoria 392 (documentaire)
- 1991 : The Boy Who Cried Bitch (en)
- 1997 : La Part du mal (Love Walked In)
- 1999 : El mismo amor, la misma lluvia
- 2001 : Le Fils de la mariée (El hijo de la novia)
- 2004 : Luna de Avellaneda (es)
- 2009 : Dans ses yeux (El secreto de sus ojos)
- 2013 : Metegol
- 2019 : La Conspiration des belettes (El cuento de las comadrejas)

### Comme producteur
- 2023 : La extorsión de Martino Zaidelis

## Prix
- 2009 : Prix Sud du meilleur film et réalisateur argentin de l'année
- 2010 : Prix Goya du meilleur film étranger en langue espagnole et Oscar du meilleur film étranger pour Dans ses yeux